# Dipoena abdita
Dipoena abdita là một loài nhện trong họ Theridiidae.
Loài này thuộc chi Dipoena. Dipoena abdita được Willis J. Gertsch & Mulaik miêu tả năm 1936.